# ستیون آهورلو
ستیون آهورلو (انگلیسی: Stephen Ahorlu؛ زادهٔ ۵ سپتامبر ۱۹۸۸) یک بازیکن فوتبال اهل غنا است.
وی همچنین در تیم ملی فوتبال غنا بازی کرده‌است.